# Paraíba do Sul
Paraíba do Sul là một đô thị thuộc bang Rio de Janeiro, Brasil. Đô thị này có diện tích 580,803 km², dân số năm 2007 là 39988 người, mật độ 68,8 người/km².